# Vattnäs
Vattnäs ist ein Ort (Tätort) in der schwedischen Provinz Dalarnas län und der historischen Provinz Dalarna in der Gemeinde Mora.
Der Ort liegt auf halbem Weg zwischen Orsa und Mora an der Europastraße 45 sowie am Ufer des Sees Orsasjön. Vattnäs besitzt einen Haltepunkt an der Inlandsbahn.
Im Gegensatz zu vielen anderen kleinen Orten ist die Einwohnerzahl von Vattnäs leicht steigend.